# کولتی
شهر کولتی (به انگلیسی: Kulti) با جمعیت ۳۱۹٫۵۶۸ نفر در ایالت بنگال غربی در کشور هند واقع شده است.